# Johann Leopold von Hay
Johann Leopold von Hay, także jako: Johann Leopold Ritter von Hay; cz.: Jan Leopold z Haye (ur. 22 kwietnia 1735 w Fulneku, zm. 1 czerwca 1794 w Chraście) – duchowny katolicki, biskup ordynariusz hradecki w latach 1780–1794.

## Życiorys
Urodził się w 1735 roku w Fulneku na północnych Morawach w rodzinie urzędniczej. W młodości uczęszczał do gimnazjum prowadzonego przez ojców pijarów w Ołomuńcu, a następnie w tym samym mieście także studiował teologię. Święcenia kapłańskie otrzymał 23 września 1758 roku. Następnie pracował jako sekretarz biskupów ołomunieckich Leopolda II Friedricha von Egkh und Hungersbacha oraz Maximiliana von Hamiltona. Ponadto był urzędnikiem kurialnym. W 1770 roku wybrano go na dziekana kapituły i proboszcza parafii pw. Naszej Dobrej Pani w Kromieryżu. W 1775 roku został awansowany do stanu szlacheckiego i otrzymał probostwo w Mikulovie.
W międzyczasie zbliżył się do dworu cesarskiego w Wiedniu. Cesarzowa Maria Teresa Habsburg przeniosła go do Vsetína na Morawach, gdzie miał za zadanie doprowadzić do zakończenia niepokojów religijnych na Morawskiej Wołoszczyźnie i dokonać konwersji miejscowej ludności wyznającej potajemnie protestantyzm na katolicyzm.

### Biskup hradecki
Dzięki poparciu Marii Teresy został mianowany 29 czerwca 1780 roku biskupem ordynariuszem hradeckim. Zatwierdzenie papieża Piusa VI miało miejsce 11 grudnia tego samego roku. 11 marca 1781 roku został konsekrowany biskupem w przez abpa Christopha Antona von Migazziego w archikatedrze św. Szczepana w Wiedniu.
Jako że Johann Leopold von Hay znany był ze swoich reformatorskich poglądów dotyczących katolicyzmu, cesarz Józef II Habsburg nakazał mu prowadzenie kampanii informacyjnej dla kleru dotyczącej korzyści, jakie miał przynieść wydany w 1781 roku patent tolerancyjny. Sprawował także od 1782 roku funkcję komisarza do spraw monitorowania i wdrażania tego patentu w Czechach.
W 1783 roku miała miejsce zmiana granic diecezji w Królestwie Czeskim dokonana przez cesarza Józefa II w wyniku której diecezja hradecka otrzymała od archidiecezji praskiej 141 nowych parafii. W 1787 roku udało mu się wybudować nowych gmach dla seminarzystów chcących wstąpić do stanu kapłańskiego w Hradcu Králové. Wcześniej w 1786 roku wyświęcił na księdza Josefa Dobrovskýego, który w późniejszym okresie przyczynił się do powstania czeskiego odrodzenia narodowego.
Chcąc poprawić sytuacje ekonomiczną swoich diecezjan zachęcał ich do prowadzenia hodowli zwierząt i zachęcał do upowszechnienia nowinek w rolnictwie. Z własnych środków finansowych opłacał koszta edukacji dla ubogich dziewcząt oraz prowadził działalność charytatywną, co przysporzyło mu sporej popularności. Zmarł w 1794 roku w rezydencji biskupiej w Chraście.